# Franco Sioli
Franco Sioli (Legnano, 9 novembre 1955 – Vergiate, 6 novembre 2021) è stato un baritono e pianista italiano.

## Biografia
Fu nel cartellone del Teatro alla Scala di Milano, dove interpretò i Carmina Burana di Carl Orff, Les Pélérins de la Mecque di Christoph Willibald Gluck (accanto a Cecilia Gasdia, col debutto nella Regia Operistica di Gabriele Lavia) e Addio Garibaldi, un'opera contemporanea di Girolamo Arrigo.
Negli Stati Uniti vinse il primo premio alla prima edizione del "Luciano Pavarotti Voice world competition". Nell'occasione cantò a fianco di Pavarotti nella Bohème di Giacomo Puccini, nel ruolo di Marcello, con la regia di Gian Carlo Menotti e la direzione d'orchestra del maestro Oliviero De Fabritiis: edizione che fu trasmessa sulle principali reti televisive degli Stati Uniti e nel 1983 vinse l'Emmy Award.
Cantò con Alfredo Kraus nella Favorita di Donizetti al Teatro Municipale di Piacenza. Interpretò  L'elisir d'amore prima con Carlo Bergonzi a Messina e quindi con Alberto Cupido. In seguito cantò nell'Attila di Verdi prima al Teatro Regio di Torino con Maria Chiara, Veriano Luchetti e Nicolaj Ghiuselev e quindi al Teatro Regio di Parma.
Con Montserrat Caballé cantò in Maria Stuarda a Madrid e in Roberto Devereux a Las Palmas de Gran Canaria.
Al Teatro Comunale di Firenze fu protagonista de L'Heure espagnole di Maurice Ravel. Con Katia Ricciarelli interpretò Luisa Miller al Teatro Municipale di Marsiglia e con Fiorenza Cossotto fu Le Grand Pretre, in Sansone e Dalila al Teatro di Bilbao.
Al suo attivo aveva alcune registrazioni radiofoniche e due film-opera: La bohème nel ruolo di Marcello, a fianco di Luciano Pavarotti, e un Otello, girato al Peristil di Slit in Jugoslavia, nel ruolo di Jago, diretto da Vjekoslav Šutej.
Non abbandonò mai l'attività di pianista e concertista, tra l'altro esibendosi con cadenza annuale alla Musikhalle di Amburgo, allo Schauspielhaus di Berlino e alla Münchener Philharmonie di Monaco nelle vesti di pianista accompagnatore di famosi colleghi, quali Fiorenza Cossotto e Giuseppe Di Stefano.
Era pianista dell'Europa Ensemble, una formazione cameristica che comprende musicisti del Teatro alla Scala, dedita alla ricerca ed alla interpretazione di musica vocale accompagnata da strumenti a fiato e pianoforte.